# Gonatidae
Gonatidae zijn een familie van weekdieren uit de klasse van de Cephalopoda (inktvissen). 

## Geslachten
- Berryteuthis Naef, 1921
- Eogonatus Nesis, 1972
- Gonatopsis Sasaki, 1920
- Gonatus Gray, 1849

### Synoniemen
- Chiloteuthis Verrill [in 1880-1881], 1881 => Gonatus Gray, 1849